# Viking metal
Viking metal (eller vikingmetal) är en subgenre till heavy metal. Genren kännetecknas av inslag och inspiration från nordisk folkmusik, mässanden, tunga och oftast distade riff, och ofta blandning mellan ren och growlad sång. Genren grundades av Thomas "Quorthon" Forsberg som var frontfiguren och upphovsmannen till gruppen Bathory, tillika ett av de första black metalbanden. Viking metal förekommer med blandad framgång i hela världen.

## Exempel på band
- Ásmegin
- Bathory
- Borknagar
- Brothers of Metal
- Einherjer
- Ensiferum
- Enslaved
- Equilibrium
- Falkenbach
- Heidevolk
- Hordak
- Mithotyn
- Moonsorrow
- Myrkgrav
- Månegarm
- Korpiklaani
- Runic
- Svartsot
- Turisas
- Thyrfing
- Týr
- Vintersorg
- Windir

## Källförteckning
1. ↑  Joe DiVitaJoe DiVita (21 december 2023). ”20 Albums That Define Viking Metal's Evolution” (på engelska). Loudwire. https://loudwire.com/albums-define-viking-metal-evolution/. Läst 1 juni 2024.
2. ↑  Johannesson, Ika; Klingberg, Jon Jefferson (2011). Blod, eld, död: en svensk metalhistoria. Stockholm: Alfabeta. Libris 12132403. ISBN 978-91-501-1334-1